# HD 196857
HD 196857，又名BD-16 5663，SAO 163783、HR 7905，是一颗恒星，视星等为5.8，位于銀經29.82，銀緯-31.23，其B1900.0坐标为赤經20h 34m 55.4s，赤緯-16° -31.23′ 48″。